# 石川みずき
石川 みずき（いしかわ みずき、1988年4月4日 - ）は、日本のAV女優。
出身地：愛知県。身長：152cm 、スリーサイズ：B86（Fカップ）・W58・H83。血液型：O型。
趣味・特技:ドライブ、バレーボール、陸上。

## 略歴
2008年8月に『ロリ巨乳GAL kira☆kiraデビュー 石川みずき』でAVデビュー。

## 作品
2008年
- ロリ巨乳GAL kira☆kiraデビュー（8月19日、kira☆kira）
- おまたせ!kawaii*デビュ→ キラキラ☆カワイイ（9月25日、kawaii*）
- CHARISMA☆MODEL特別編 -SEX ON THE BEACH- Vol.4（10月19日、kira☆kira）
- マジックミラー号逆ナンパ in三浦海岸（11月6日、ディープス）
- S style 美脚×1+巨乳×3 8FUCK（11月8日、隼エージェンシー）
- メタボ親爺にヒィヒィ言わされてイカサレまくりたい（11月15日、ワープエンタテインメント）
- スク水H 2（11月21日、クリスタル映像）
- kira☆kiraALLSTARS ビキニGAL☆ 巨乳乱交SPECIAL（11月22日、kira☆kira）
- CHERRY*BERRY MIZUKI ISHIKAWA（11月25日、デジタルアーク）
- MARA DONNA Season.3（12月4日、Hunter）
- 好きでもない女に土下座されて無理矢理中出しさせられたボク（12月4日、SODクリエイト）
- 東京GalsベロCity 21（12月5日、ドリームチケット）
- こだわりの手コキ 4時間SP 10 30人のハンドメイド（12月13日、隼エージェンシー）
- 女ハ男ヲ目デ犯ス。 PLAY アンコール（12月15日、ワープエンタテインメント）
- 中出し了解（12月19日、プレステージ）
- gal（12月19日、ミスター・インパクト）
- CHARISMA☆MODEL特別編 -ザーメンビーム-（12月19日、kira☆kira）
- 極嬢GIRLS（12月19日、イエロー）
- 生中出し女子校生4時間 6（12月19日、メディアステーション）

2009年
- JK5（1月1日 ABC/妄想族）
- 幼精 -Loli fairy- 4（1月15日 ケー・トライブ）
- フェラコレ2009冬SP（1月15日 隼エージェンシー）
- E-BODY野外FUCK VOL.1（1月16日 GLAY'z）
- 巨乳コギャルズメイド（1月19日、イエロー）
- お姉さんが犯してあげる 45（1月16日 クリスタル映像）
- 近親相姦 妹、娘に自分勝手な欲情をぶつける男たち（1月19日、ミスター・インパクト）
- kira☆kira フェラチオ学園祭 Vol.2（1月19日 kira☆kira）
- ギャルニーソックス（1月30日、TMA）
- 生意気は女子校生 イシカワミズキ（2月1日、ワンズファクトリー）
- メコスジ喰込み紐オナニー（2月1日、ワンズファクトリー）
- 全裸体力測定（2月6日、TMA）
- 女子校生とヲジサンのベロベチョ接吻とにゅるぬる手コキ（2月15日、ワープエンタテインメント）
- 脱ぎたてホクホクパンティー手コキ&フェラ3（2月19日、イエロー）
- フェラマニア Vol.5（2月19日、ミスター・インパクト）
- kira☆kiraフェラチオ学園祭-女教師編 Vol.1-（2月19日、kira☆kira）
- 生生中出しコギャル4時間 6（2月20日、メディアステーション）
- 完全ヴァーチャル フェラチオ視線（3月1日、ワンズファクトリー）
- 「美少女が家庭教師にされた事の全記録」 新隠撮カメラFILE01（3月5日、グローリークエスト）
- センズリお手伝い 手コキ編 1（3月6日、映天）
- 地下風俗潜入!!実在する高級秘密俱楽部AVギャルを送り込め!!（3月10日、ホットエンターテイメント）
- こだわりの手コキ 4時間SP 11 33人のハンドメイド（3月15日 隼エージェンシー）
- PLAY GIRL 04（4月17日、レアル・ワークス）
- 手コキでベロちゅ～ 6（4月19日、イエロー）
- スクール水着ローションパイズリ（4月19日、イエロー）
- 無理矢理に連続で2回出さされる手コキ（5月1日、ワンズファクトリー）
- 第3回 女子高生 妹-1グランプリ（5月21日、ディープス）
- ふたなり白百合女学院 2（5月29日、TMA）
- JK・女子校生の放課後 見せつけオナニー（9月11日 映天）
- 尻フェチ塾（10月1日、ABC/妄想族）
- ズボズボ！指入れオナニー 5（10月16日 OFFICE K`S）

## テレビ
- エロ生☆パラダイス（GyaOジョッキー2008年8月26日放送分）